# Congressional Gold Medal

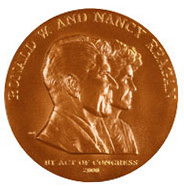
Congressional Gold Medal gepresenteerd aan president Ronald en first lady Nancy Reagan, 2002

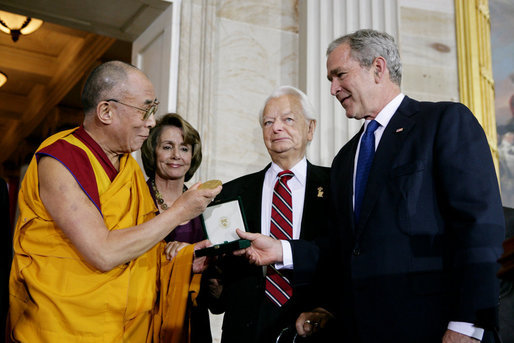
De veertiende dalai lama ontvangt de Congressional Gold Medal

De Congressional Gold Medal ("gouden medaille van het Congres") is een prijs die door het Amerikaans Congres wordt uitgereikt. Het is samen met de Presidential Medal of Freedom de hoogste burgerlijke onderscheiding in de Verenigde Staten. De prijs wordt toegereikt aan een individu die een uitzonderlijke daad heeft verricht voor de veiligheid, de voorspoed en de nationale belangen van de Verenigde Staten. Men hoeft geen Amerikaans staatsburger te zijn om voor de prijs in aanmerking te komen.

## Achtergrond
De Gold Medal en de Medal of Freedom worden doorgaans gezien als elkaars gelijke qua prestige, hoewel de Gold Medal minder vaak is uitgereikt. Het voornaamste verschil tussen de twee is dat de Medal of Freedom persoonlijk wordt uitgereikt door de president van de Verenigde Staten, en de Gold Medal door het Congres.
De Congressional Gold Medal staat geheel los van de Medal of Honor, die een militaire onderscheiding is. Een andere medaille waarmee de prijs vaak wordt verward is de Congressional Space Medal of Honor, uitgereikt door NASA.
Elke Congressional Gold Medal wordt vervaardigd door de United States Mint, en is uniek voor de persoon die hem krijgt of de reden dat deze persoon de prijs krijgt. Er is geen standaard ontwerp voor de medaille. De medailles worden gezien als "niet-draagbaar", wat inhoudt dat ze niet gemaakt zijn om te worden gedragen op uniformen of andere kleding, maar meer dienen als trofee.

## Geschiedenis
Sinds de Amerikaanse Revolutie heeft het Amerikaans Congres de medailles uitgereikt als hoogste teken van erkenning voor individuen, instituten en evenementen. De eerste ontvangers waren burgers die betrokken waren bij de Amerikaanse Revolutie, de Oorlog van 1812, en de Mexicaans-Amerikaanse Oorlog. Later breidde het congres de prijs uit zodat ook acteurs, schrijvers, artiesten, musici, pioniers op het gebied van lucht- en ruimtevaart, verkenners, reddingswerkers, wetenschappers, atleten, mensenrechtenactivisten en buitenlanders de prijs konden ontvangen. De medaille werd voor het eerst uitgereikt in 1776 door het Second Continental Congress aan de toenmalige generaal George Washington en John Paul Jones.